# Fiodor Strawinski
Fiodor Ignatjewicz Strawinski, ros. Фёдор Игнатьевич Стравинский (ur. 8 czerwca?/20 czerwca 1843 w Nowym Dworze w guberni mińskiej, zm. 21 listopada?/4 grudnia 1902 w Petersburgu) – rosyjski śpiewak pochodzenia polskiego, bas. Ojciec kompozytora Igora Strawinskiego.

## Życiorys
Początkowo studiował prawo, po okazjonalnych publicznych występach jako śpiewak postanowił jednak zostać muzykiem. W latach 1869–1873 był uczniem Konserwatorium Petersburskiego, gdzie od 1871 roku doskonalił swój warsztat wokalny pod okiem Camille’a Everardiego. Na scenie zadebiutował w 1873 roku w Kijowie rolą Rudolfa w Lunatyczce Vincenzo Belliniego. Od 1876 roku był solistą Teatru Maryjskiego w Petersburgu. Na scenie wystąpił łącznie przeszło 1200 razy, kreując ponad 60 ról operowych. Brał udział w prapremierach licznych oper kompozytorów rosyjskich, m.in. Kuzniec Wakuła (1876), Dziewica Orleańska (1881) i Czarodziejka (1887) Piotra Czajkowskiego, Noc majowa (1880), Śnieżka (1881) i Noc wigilijna (1895) Nikołaja Rimskiego-Korsakowa oraz Kniaź Igor (1890) Aleksandra Borodina.